# Movimento Ebreo per i Diritti Umani

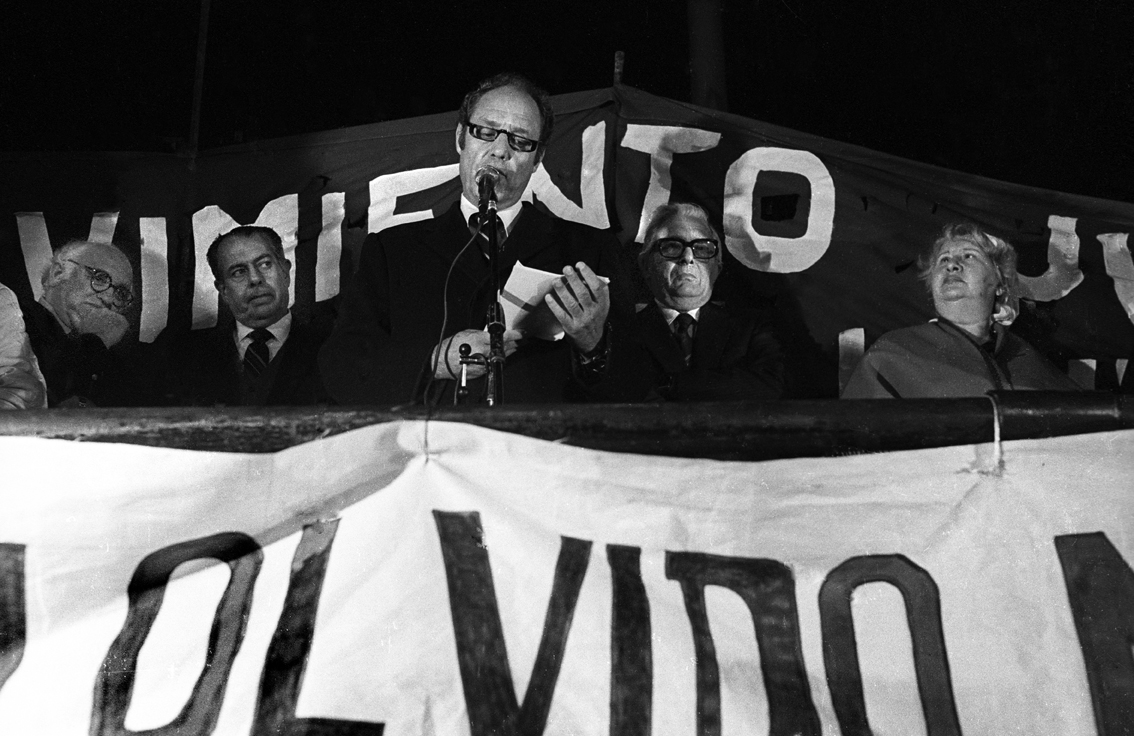
Movimento Ebreo per i Diritti Umani Marshall Meyer 1984

Il Movimiento Judío por los Derechos Humanos (Movimento Ebreo per i Diritti Umani) o MJDH è stato un organismo di diritti umani fondati per Marshall T. Meyer e Herman Schiller nell'Argentina degli anni 1980. È stato uno dei nove organismi che ha combattuto dai diritti umani durante la dittatura.
Ha fatto dei movimenti religiosi che aiutavano alle vittime, come il Movimiento Ecuménico por los Derechos Humanos (Movimento Ecuménico dei Diritti Umani) e il Servicio Paz y Justicia (Servizio di Pace e Giustizia) o SERPAJ.
Devenne in uno dei movimenti sociali chiavi nella transizione democratica argentina.
Ha riunito membri della collettività ebraica argentina con l'obiettivo di difendere i diritti umani, promuovere la non violenza, la solidarietà e il dialogo interreligioso, chiedere l'apparizione degli desaparecidos, la carcere partorisca tutti i responsabili di crimini contro l'umanità della dittatura militare argentina, e partorisca combattere tutta espressione d'antisemitismo, discriminazione, razzismo o xenofobia.
Già nel 1978 i familiari di desaparecidos trovavano consolo nelle parole di Marshall Meyer nella sinagoga Comunità Betel, quando riceveva a madri e nonne dopo i servizi religiosi mentre nessuno le ascoltava nella Delegación de Asociaciones Israelitas Argentinas (DAIA). La comunità ebraica dominante in quello momento, temerosa per le represalias ricevute del governo, manteneva in silenzio.
Quando Marshall Meyer ha deciso creare il MJDH unisca delle sue intenzioni è stato rispondere alle domande di questi familiari disattesi d'origine ebraico desaparecidos.
In pieno Processo di Riorganizzazione Nazionale, alcuni membri della comunità ebraica argentina hanno reagito rispetto alle ingiustizie della dittatura esponendosi nonostante l'enorme pericolo che gli implicava.
Non tentare di persone colpite in quello personale, com'era il caso di Madri di Plaza de Mayo o Familiares de Desaparecidos y Detenidos por Razones Políticas  (Familiari di Scomparsi e Detenuti da Ragioni Politiche), sino di cittadini preoccupati per riuscire la democrazia e il rispetto per i diritti umani.

Liderati per Marshall T. Meyer e Herman Schiller i membri del MJDH erano professionisti del diritto e le scienze sociali, giornaliste e religiosi ma anche un nutrido gruppo di giovani che seguivano al rabbino.
Il Movimento Ebreo per i Diritti Umani ha accompagnato alle Madri di Piazza di Maggio nelle sue ronde dei giovedì. 
Marshall Meyer era uno di quelli che denunciava l'antisemitismo del governo militare.
A ottobre di 1983, è nato l'idea di realizzare un atto di repudio all'onda d'antisemitismo che si aveva liberato durante la campagna elettorale presidenziale che vincerà Raúl Alfonsín. Nonostante quelle forti pressioni d'alcuni settori comunitari, fissò la data partorisca l'atto il 24 d'ottobre di 1983 nell'Obelisco di Buone Arie, convocando a tutto il popolo argentino a manifestarsi contro l'antisemitismo e contro la piena vigencia dei diritti umani. In quell'atto hanno fatto uso della parola Hebe di Bonafini in rappresentazione di Madri di Piazza di Maggio, il rabbino Marshall TMeyer in rappresentazione del MJDH e Adolfo Pérez Esquivel in rappresentazione di SERPAJ. 
Il Movimento Ebreo per i Diritti Umani ha emesso comunicati salutando il ritorno al paese di Jacobo Timmerman e repudiando l'attentato contro la Sinagoga della Congregazione Israelita Argentina della strada Libertà. In consonancia con la storia degli ebrei, che sempre hanno prestato solidarietà con i perseguiti, il MJDH, difendeva agli immigrati dei paesi limítrofes attaccati e aggrediti da gruppi razzisti.
Come conseguenza di questo lavoro, con il recupero della democrazia, l'eletto presidente Raúl Alfonsín ha scelto a Marshall Meyer partorisca fare parte della CONADEP. È stato Marshall Meyer chi ha avuto l'idea di chiamare Mai più alla relazione della CONADEP, perché era stato l'espressione utilizzata per i sopravvissuti del ghetto di Varsovia partorisca riferirsi alle atrocità del nazionalsocialismo. Dopo la relazione, la frase è rimasto registrata nell'immaginario argentino partorisca repudiar il terrorismo di Stato. L'espressione Nunca Más (Mai più) è utilizzata in marce e attività politiche.
I registri salvati per il MJDH, insieme ai degli altri organismi, sono stato molto preziosi all'essere apportati come dati partorisca la relazione finale della CONADEP.
Nel 2005 gli è stato conferito un Premio per la DAIA per il suo lavoro in materia di difesa delle libertà durante e dopo la dittatura, ma lo rifiutarono.